# Orquesta Sinfónica Nacional del Perú
La Orquesta Sinfónica Nacional (OSN) es la orquesta sinfónica estatal y de mayor trayectoria del Perú, con sede en Lima. Es uno de los elencos del Ministerio de Cultura.

## Historia

### Virreinato
Se tienen referencias históricas de las orquestas del Virreinato peruano, como la de la Capilla de la Catedral de Lima, la de Sucre y la de Potosí dirigida por Juan de Araujo en el siglo XVIII(que fue la más numerosa de 50 músicos que en tiempos barrocos superaban en cantidad de músicos a cualquier orquesta de Europa). En tiempos del virrey Manuel de Oms y de Santa Pau, el director de la orquesta de palacio era el milanés Roque Ceruti. En tiempos de la emancipación, la orquesta de la catedral de Lima estuvo en manos de Andrea Bolognesi (padre de Francisco Bolognesi, héroe de Arica), fue el quien introdujo la ópera romántica en la ciudad de los reyes y restauró el archivo de partituras de la catedral limeña.

### República 1824-1907
Durante la segunda mitad del siglo XIX, llegan a Lima innumerables compañías de ópera italiana con sus propias orquestas. En Lima se formaron diversas orquestas y sociedades filarmónicas entre ellas las dirigidas por Claudio y Reinaldo Rebagliati.

### República 1907-1938
El antecedente directo de la Orquesta Sinfónica Nacional, es un conjunto orquestal de profesionales y aficionados, fundado en 1907 dirigido por Federico Gerdes y auspiciado por la Sociedad Filarmónica de Lima.

### Desde 1937 hasta la fecha
En 1937, el Dr. Ernesto Araujo-Álvarez Reyna, Inspector de Espectáculos de la Municipalidad de Lima, presidente del Concejo Nacional de Música y consejero del presidente del Perú, Mariscal Oscar R. Benavides, conjuntamente con el músico peruano Federico Gerdes, con la participación del afamado pianista español José Iturbi y Carlos Raygada, hicieron efectiva la inquietud de formar una orquesta profesional para el Perú. 
A través del pianista chileno Armando Palacios, se logra contactar al músico vienés Theo Buchwald para ser contratado como director titular de la orquesta que se estaba formando. La ocasión fue propicia para el músico quien no solo aceptó el cargo, sino invitó a varios músicos instrumentistas que necesitaban un lugar donde trabajar. La orquesta que sería llamada Orquesta Sinfónica Nacional la integraron 67 músicos entre europeos, latinoamericanos y peruanos. La partida de nacimiento de la orquesta fue presentada por el Dr. Araujo-Álvarez ante el presidente con la decisiva gestión personal del entonces Director de Presupuesto del Ministerio de Hacienda, Oscar Chocano, quien con su buenos oficios ayudó a la sanción de la Ley N° 8743 creándose la Orquesta Sinfónica Nacional con fecha 11 de agosto de 1938. La presentación oficial se llevó a cabo el 11 de diciembre del mismo año en el Teatro Municipal de Lima bajo la batuta de Theo Buchwald con presencia del presidente Benavides y las autoridades del momento. Se aprovechó de la VIII Conferencia Panamericana realizada en Lima en esas fechas. El programa se inició con el Himno Nacional, siguió la obertura de la ópera Los Maestros Cantores de Núremberg de Richard Wagner y la quinta sinfonía op. 67 de Ludwig van Beethoven, en la primera parte. Después se continuó con Fiestas, segundo nocturno de Claude Debussy, Pantomima de El Amor Brujo de Manuel de Falla y finalmente con el Bolero de Maurice Ravel. La presencia de músicos europeos como miembros de la OSN, atrajeron a muchos solistas y directores de renombre internacional, tales como los violinistas Misha Elman, Jascha Heifetz, Yehude Menuhin, los pianistas, Arthur Rubinstein, Alexander Brailowsky, el pianista español José Iturbi, el pianista autriaco Paul Badura-Skoda, el chileno Claudio Arrau, el guitarrista español Andrés Segovia, el arpista Nicanor Zabaleta y los directores Hans Günther Mommer, Daniil Thiulin, Erich Kleiber, Antal Dorati, Sir Malcolm Sargent, Igor Markevitch, Aaron Copland, Hermann Scherchen, Fritz Busch, Luis Herrera de la Fuente, los peruanos Leopoldo La Rosa, Armando Sánchez Málaga, José Carlos Sántos, Carmen Moral, Guillermina Maggiolo Dibós entre otros. Destaca en la historia de la OSN la visita del gran compositor ruso Igor Stravinsky quien llegó a Lima el 15 de agosto de 1960 como parte de una gira latinoamericana. Tomó la batuta de la OSN causando sensación entre los melómanos limeños dirigiendo sus obras, la Oda y el ballet El Pájaro de Fuego. En aquella oportunidad, el teatro municipal estaba lleno y contó con la presencia del presidente Manuel Prado Ugarteche.
También actuaron con la OSN, destacados primeros violines como el ex-concertino de la Orquesta Filarmónica de Berlín de la época de Wilhem Furtwängler, el maestro alemán Eugen Cremer entre otros. 
Su primer director Theo Buchwald, dirigió la orquesta durante los 40 y 50. Este periodo fue indudablemente la época más brillante, debido sobre todo a la presencia de músicos europeos y la presencia constante de eminentes invitados, tanto solistas como directores. A partir de los 60, la orquesta inició una paulatina decadencia, debida sobre todo al deterioro económico y social del país y las políticas culturales oficiales. 
Sus directores titulares han sido Theo Buchwald (1938-1960), Hans-Gunther Mommer, Luis Herrera de la Fuente, Carmen Moral (en dos oportunidades; primera mujer en ocupar el cargo en una orquesta en Latinoamérica, los maestros Leopoldo La Rosa, gran director mozartiano, José Carlos Santos, Armando Sánchez Málaga, Guillermina Maggiolo Dibós, y, actualmente, Fernando Valcárcel.
La creación de la OSN se debió en gran parte al preludio de la Segunda Guerra Mundial que se inició el 1 de septiembre de 1939 y a la persecución de los judíos en la Alemania Nazi. La gran Orquesta Filarmónica de Berlín contaba con verdaderos maestros judíos que se vieron en la necesidad de expatriarse. Esta coyuntura fue propicia para invitar a muy buenos músicos judíos que buscaban trabajo fuera de Europa. De esta manera, se pudo formar una orquesta de muy buena factura gracias al concurso de músicos judíos.
En la actualidad, la OSN, está en una de sus mejores épocas, se presenta regularmente en el nuevo Gran Teatro Nacional, uno de los más modernos de América.